# Kecamatan Purba
Kecamatan Purba är ett distrikt i Indonesien.   Det ligger i provinsen Sumatera Utara, i den västra delen av landet, 1 400 km nordväst om huvudstaden Jakarta. Kecamatan Purba ligger vid sjön Danau Toba.